# Henri Douvillé
Joseph Henri Ferdinand Douvillé (Tolosa, 16 giugno 1846 – Parigi, 19 gennaio 1937) è stato un paleontologo, geologo e malacologo francese.

## Biografia
Nato a Tolosa, per completare il suo percorso formativo Douvillé si sposta a Parigi dove consegue nel 1863, a soli 17 anni, la sua prima laurea in ingegneria presso l'École polytechnique, decidendo due anni più tardi di approfondire gli studi iscrivendosi, sempre a Parigi, all'École nationale supérieure des mines. Ottenuta la laurea in ingegneria mineraria lavora a Bourges (1872) e Limoges (1874), prima di ricoprire l'incarico, dal 1876, di professore sostituto di paleontologia all'École des mines, per poi ottenere il ruolo nel 1881 e insegnando fino al 1911.
Per oltre quattro decenni (dal 1870) è stato incaricato di organizzare la collezione di paleontologia presso l'École des mines e, in questo contesto, compì ricerche stratigrafiche e paleontologiche durante l'elaborazione di collezioni mondiali di paleontologi e geologi (provenienti da Egitto, Asia Minore, regione del Mediterraneo, America Centrale, Madagascar, Iran, Siria, Etiopia, Tibet tra gli altri). Grazie ai suoi sforzi è diventato un obiettivo primario della ricerca paleontologica in Francia. In questo periodo di tempo (1871-1883) fu anche coinvolto nella creazione carta geologica della Francia.
Douvillé ha contribuito alla classificazione di numerose specie paleontologiche, inoltre era considerato una delle principali autorità su ammoniti e rudiste (o ippuritoidi). Nel 1912 classificò un nuovo ordine di molluschi bivalvi, Actinodontoida, considerato in seguito sinonimo di Unionoida e poi corretto, dal 2010, in Actinodontida.
Divenuto membro della Société géologique de France, nel 1880 ne viene eletto prima vicepresidente per ricoprire, dall'anno successivo, l'incarico di presidente. Dalla fine del XIX secolo ai primi anni del secolo successivo la sua opera venne premiata con numerosi riconoscimenti. Nel 1900 diventa membro della commissione speciale per la carta geologica della Francia e il 29 aprile 1907 divenne membro della sezione mineralogia dell'Accademia francese delle scienze. Dal 1929 venne eletto membro onorario dell'allora Accademia delle scienze dell'Unione Sovietica.

## Opere
Di seguito alcune opere che ha scritto o ha contribuito a scrivere:
- (FR) Henri Douvillé, Sur quelques Brachiopodes du terrain jurassique, Georges Rouillé, 1886, ISBN non esistente.
- (FR) J. de Morgan, IV partie: Mollusques, in Mission Scientifique en Perse, Volume III, Paris, Ernest Leroux, 1904, ISBN non esistente.

## Onorificenze
| Douvillé è l'abbreviazione standard utilizzata per le specie animali descritte da Henri Douvillé. Categoria:Taxa classificati da Henri Douvillé |